# Redonda
Redonda je ostrov v Karibském moři, patřící státu Antigua a Barbuda.

## Přírodní poměry
Redonda je neobydlené sopečné skalisko, dlouhé téměř dva kilometry a široké přes půl kilometru. Nejvyšší bod se nachází 297 metrů nad mořem. Ostrov postrádá přírodní přístav, není na něm pitná voda ani orná půda. Žijí zde pouze kozy a mořští ptáci.

## Historie
Ostrůvek objevil v roce 1493 Kryštof Kolumbus a dal mu jméno Redonda (což znamená Okrouhlá). V roce 1865 Redondu navštívil irský obchodník bydlící na Monteserratu Matthew Dowdy Shiel a oslavil na něm narozeniny svého syna, načež se v podroušeném stavu prohlásil králem Redondy. Pokusil se svůj nárok uplatnit u královny Viktorie, ale v roce 1872 ostrov zabrala britská vláda a začala na něm těžit guano. Ostrůvek byl administrativně připojen k Antigui, přes protesty Montserratu, který je geograficky blíž (v roce 1967 se tak stal součástí nezávislého státu Antigua a Barbuda). Shiel se však nadále pokládal za legitimního krále a roku 1880 odkázal trůn synovi, Matthewovi Philippu Shielovi, později známému spisovateli. Po něm zdědil trůn další spisovatel John Gawsworth a po něm Jon Wynne-Tyson. Protože tyto akty neměly žádnou právní moc, vynořily se četné interpretace dokazující nároky různých osob na trůn. V současnosti tak existuje devět alternativních vlád Redondského království. Nejznámějším pretendentem je španělský spisovatel Javier Marías, který redondskou historii popsal v knize Černá záda času a jmenoval do své "vlády" významné současné umělce. Redonda na sebe upozornila také v roce 2007, kdy majitel Wellington Arm Pub v Southamptonu zareagoval na zákaz kouření v hospodách tím, že svůj podnik prohlásil za ambasádu Redondy a tudíž diplomatickou půdu, na které britské zákony neplatí.